# Incidencia
La incidencia es el número de casos nuevos de una enfermedad en una población determinada y en un periodo determinado. 

## Incidencia acumulada
La incidencia acumulada (IA) se define como la proporción de individuos sanos que desarrollan la enfermedad a lo largo de un periodo determinado. Una proporción es el cociente de dos frecuencias absolutas en el que el numerador está incluido en el denominador. La incidencia acumulada proporciona una estimación de la probabilidad o el riesgo de que un individuo libre de una determinada enfermedad la desarrolle durante un período especificado de tiempo. Como cualquier proporción, suele venir dada en términos de porcentaje. No es una tasa porque el denominador no incluye unidad de tiempo, aunque es preciso indicar cuál ha sido el periodo en el que se han producido esos nuevos casos de enfermedad, es decir, el periodo de observación, para poder ser interpretada.
- Por ejemplo: Durante un período de 6 años se siguió a 431 varones sanos entre 40 y 59 años, con colesterol sérico normal y tensión arterial normal, para detectar la presencia de cardiopatía isquémica, registrándose al final del período 10 casos de cardiopatía isquémica. La incidencia acumulada en este caso sería:

IA = 10/431 = 0,023 = 2,3 % en seis años.
- En relación con la pandemia de COVID19, se suele establecer la estadística incidencia acumulada en los últimos 14 días, que recoge el número de personas diagnosticadas (es decir, casos activos) por cada 100.000 habitantes.

Incidencia: La acción realizas para provocar un cambio.

## Tasa de incidencia o densidad de incidencia
La tasa de (re)incidencia (TI) o densidad de incidencia es la relación entre el número de nuevos casos a lo largo de un periodo concreto y la suma de los períodos de riesgo de cada uno de los individuos a lo largo del período que se especifica. Es una tasa porque el denominador incluye unidad de tiempo. Las unidades en que se mide esta tasa son, por tanto, casos de enfermedad por cada persona-año.
- Por ejemplo: Durante el periodo 2000-2007 se siguió a 6 varones entre 40 y 59 años que habían padecido tuberculosis, para medir la reaparición de la enfermedad. Dos de los seis individuos contribuyeron 6 años de seguimiento, otros dos contribuyeron 5 años, y los dos restantes, 4 años. Al final del periodo, dos de los seis individuos habían vuelto a padecer tuberculosis. La tasa de incidencia en este caso sería:

TI = 2/(6+6+5+5+4+4) = 2/30 = 0.067 casos de enfermedad por cada persona-año.